# Internationale Metaalbond
De Internationale Metaalbond (IMB) was een internationale koepelorganisatie die de belangen van werknemers in de metaalindustrie behartigde. De internationale benamingen waren International Metalworkers' Federation (IMF, Engels), Fédération internationale des organisations de travailleurs de la métallurgie (FIOM, Frans), Internationaler Metallgewerkschaftsbund (IMB, Duits), Federación Internacional de Trabajadores de las Industrias Metalúrgicas (FITIM, Spaans), Federazione Internazionale dei Sindacati Metalmeccanici (FISM, Italiaans) en Internationella Metallarbetarfederationen (IMF, Zweeds).

## Historiek
De organisatie werd opgericht in 1893 onder de noemer International Metallurgists' Bureau of Information. In 1904 werd de naam gewijzigd in International Metalworkers' Federation (IMF).
Op 19 Juni 2012, tijdens het congres in Kopenhagen fuseerde de IMF met de Internationale Federatie voor Werknemers in de Mijnbouw, Chemie, Energiesector en Algemene Arbeiders (ICEM) en Internationale Vakbondsfederatie voor Textiel, Kleding en Leder (ITGLWF) tot de IndustriALL Global Union.

## Structuur
De laatste voorzitter was de Duitser Berthold Huber en de laatste algemeen secretaris was de Fin Jyrki Raina. De hoofdzetel was gelegen in Genève.

### Bestuur
| Tijdspanne                             | Voorzitter                             |
| International Metalworkers' Federation | International Metalworkers' Federation |
| -------------------------------------- | -------------------------------------- |
| 1960 - 1972                            | Otto Brenner                           |
| 1972 - 1973                            | Hans Rasmussen                         |
| 1973 - 1983                            | Eugen Loderer                          |
| 1984 - 1987                            | Hans Mayr                              |
| 1987 - 1993                            | Franz Steinkühler                      |
| 1993 - 2003                            | Klaus Zwickel                          |
| 2003 - 2009                            | Jürgen Peters                          |
| 2009 - 2012                            | Berthold Huber                         |

| Tijdspanne                                         | Algemeen secretaris                                |
| International Metallurgists' Bureau of Information | International Metallurgists' Bureau of Information |
| -------------------------------------------------- | -------------------------------------------------- |
| 1893 - 1896                                        | Hermann Vogelsanger                                |
| 1896 - 1904                                        | Charles Hobson                                     |
| International Metalworkers' Federation             |                                                    |
| 1905 - 1920                                        | Alexander Schlicke                                 |
| 1920 - 1954                                        | Konrad Ilg                                         |
| 1954 - 1970                                        | Adolphe Graedel                                    |
| 1970 - 1974                                        | Ivar Norén                                         |
| 1974 - 1989                                        | Herman Rebhan                                      |
| 1989 - 2009                                        | Marcello Malentacchi                               |
| 2009 - 2012                                        | Jyrki Raina                                        |

### Aangesloten vakbonden en vakcentrales
Er waren 200 vakbonden en vakcentrales uit 100 landen aangesloten. Voor België waren de ABVV-vakcentrales CMB en BBTK aangesloten. Voor het ACV waren dit de LBC-NVK, de CNE-GNC en Metea. Daarnaast had ook het ACLVB een lidmaatschap. Voor Nederland waren dit respectievelijk FNV Bondgenoten, CNV Vakmensen, De Unie en VHP2.